# 京都府道326号けいはんな記念公園木津線
京都府道326号けいはんな記念公園木津線（きょうとふどう326ごう けいはんなきねんこうえんきづせん）は、京都府相楽郡精華町から木津川市に至る一般府道である。

## 概要
相楽郡精華町精華台7丁目から木津川市木津川台1丁目に至る。府道の両側には、近鉄ニュータウン木津川台が造成されている。

### 路線データ
- 起点：相楽郡精華町精華台7丁目（学研公園前交差点、奈良県道・京都府道72号生駒精華線交点）
- 終点：木津川市木津川台1丁目（京都府道22号八幡木津線交点）

## 地理

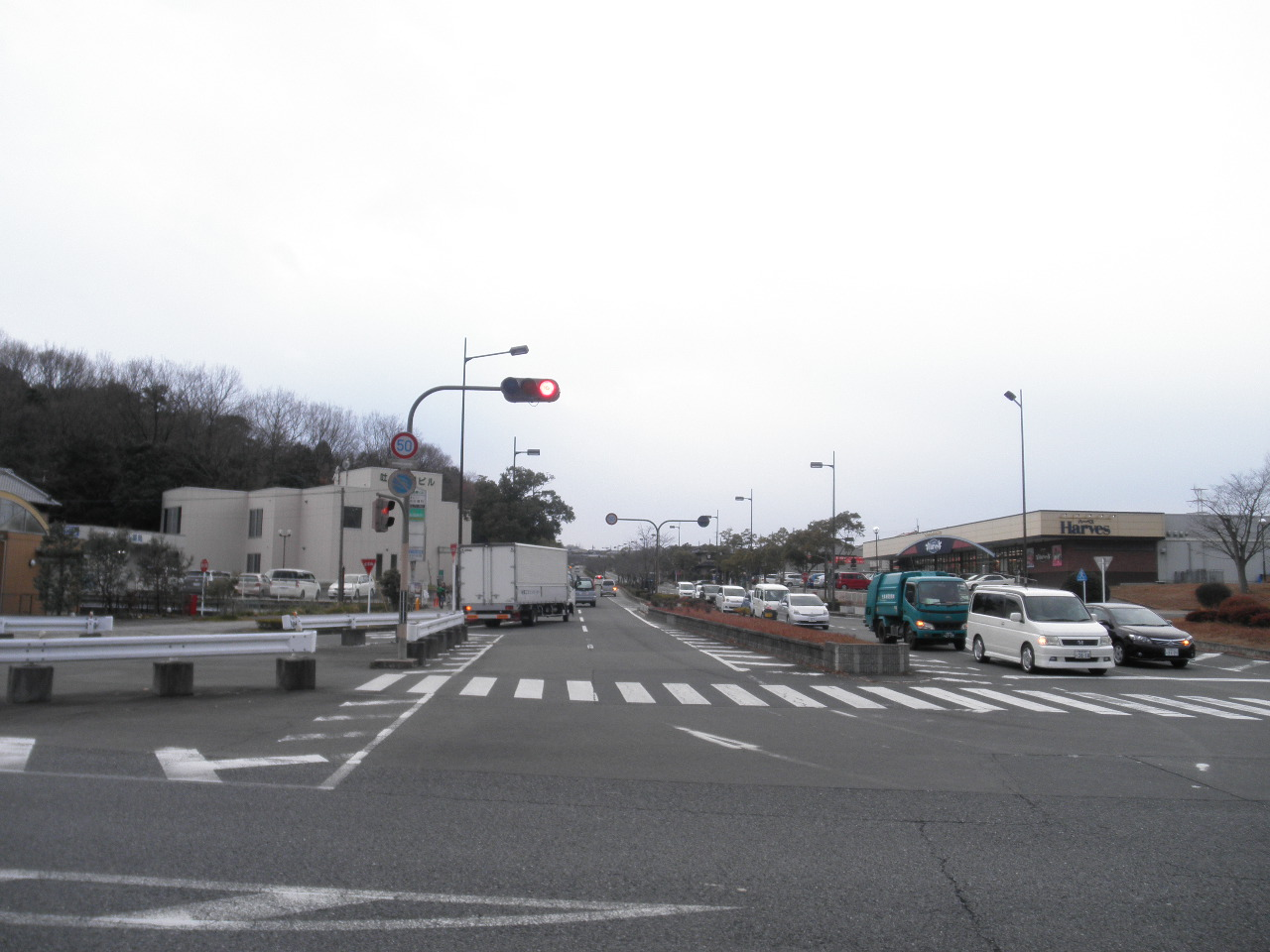
木津川市木津川台1丁目

### 通過する自治体
- 京都府
  - 相楽郡精華町 - 木津川市

### 交差する道路
| 交差する道路                                  | 市町村名 | 市町村名 | 交差する場所  | 交差する場所            |
| --------------------------------------------- | -------- | -------- | ------------- | ----------------------- |
| 奈良県道・京都府道72号生駒精華線 / 精華大通り | 相楽郡   | 精華町   | 精華台7丁目   | 学研公園前交差点 / 起点 |
| 京都府道22号八幡木津線                        | 木津川市 | 木津川市 | 木津川台1丁目 | 終点                    |

### 沿線
- けいはんな記念公園（京都府立関西文化学術研究都市記念公園）
- 国際高等研究所
- オムロン 京阪奈イノベーションセンター
- 地球環境産業技術研究機構
- 木津川市立木津川台小学校、木津川台保育園
- りそな銀行 学研木津川台支店
- 近商ストア 木津川台店
- 近鉄京都線 木津川台駅